# Herbert Turnbull
Herbert Westren Turnbull FRS (Tettenhall, 31 de agosto de 1885 – Grasmere, Lake District, 4 de maio de 1961) foi um matemático inglês. Foi de 1921 a 1950 Regius Professor de Matemática na Universidade de St. Andrews.

## Vida
Nasceu em Tettenhall nos arredores de Wolverhampton, filho de William Peveril Turnbull. Frequentou a Sheffield Grammar School e estudou matemática na Universidade de Cambridge.
Em 1922 foi eleito fellow da Sociedade Real de Edimburgo. Os proponentes foram Arthur Crichton Mitchell, Sir Edmund Taylor Whittaker, Cargill Gilston Knott e Herbert Stanley Allen. Recebeu a Medalha Keith de 1923-25. Em 1932 foi eleito Membro da Royal Society.

## Publicações selecionadas
- The Theory of Determinants, Matrices, and Invariants. [S.l.: s.n.] 1928
- The Great Mathematicians. [S.l.: s.n.] 1929
- Theory of Equations. [S.l.: s.n.] 1939
- The Mathematical Discoveries of Newton. [S.l.: s.n.] 1945
- com A.C. Aitken: An Introduction to the Theory of Canonical Matrices. [S.l.: s.n.] 1945
- Editor: The correspondence of Isaac Newton, first 3 vols (1959–1961) out of a total of 7 vols (1959–77).